# Intervalo PR

Representación esquemática de ECG normal

En electrocardiografía, el intervalo PR es el período, medido en milisegundos, que se extiende desde el inicio de la onda P (inicio de la despolarización auricular) hasta el inicio del complejo QRS (inicio de la despolarización ventricular); normalmente tiene una duración de entre 120 y 200 ms. El intervalo PR a veces se denomina intervalo PQ .

## Interpretación
Las variaciones en el intervalo PQ pueden estar asociadas con ciertas afecciones médicas:
- Duración
- Un intervalo PR largo (de más de 200 ms) indica una disminución de la conducción entre las aurículas y los ventrículos, generalmente debido a una conducción lenta a través del nodo auriculoventricular (nodo AV).[1] Esto se conoce como bloqueo cardíaco de primer grado .[1] La prolongación puede estar asociada con fibrosis del nódulo AV, tono vagal alto, medicamentos que ralentizan el nódulo AV como betabloqueantes, hipopotasemia, fiebre reumática aguda o carditis asociada con la enfermedad de Lyme .[2][3]
- Un intervalo PR corto (de menos de 120 ms) puede asociarse con síndromes de preexcitación como el síndrome de Wolff-Parkinson-White o el síndrome de Lown-Ganong-Levine, y también arritmia de la unión como taquicardia reentrante auriculoventricular o ritmo de la unión .
- Un intervalo PR variable puede indicar otros tipos de bloqueo cardíaco .
- Una depresión del intervalo PR puede indicar daño auricular[4] or pericarditis.[5]

## Intervalos ECG
- Intervalo PR
- Complejo QRS
- Intervalo QT
- Segmento ST
- Onda P
- Onda T
- Onda U